# Maren Elbrechtz
Maren Elbrechtz (* 1. Juni 1976 in Mülheim an der Ruhr) ist eine deutsche Filmregisseurin und -produzentin sowie Schriftstellerin.

## Leben
Elbrechtz besuchte die Gemeinschaftsgrundschule am Oemberg in Mülheim an der Ruhr. Nach ihrem Abitur am Otto-Pankok-Gymnasium, Mülheim, studierte sie Film- und Fernsehwissenschaften, Anglistik und Wirtschaftswissenschaft an der Ruhr-Universität Bochum. Nach dem Abschluss arbeitete sie als Executive Producer. 2009 erlangte sie die Zusatzqualifikation „Script Consultant“ von Linda Seger in den USA und ist seitdem als freie Autorin und Script Consultant tätig. Seit 2010 ist sie Dozentin für Drehbuch und Produktion an der Hochschule Macromedia und der Internationalen Filmschule Köln.
Elbrechtz lebt in Köln.

## Filmografie
- 2002: Das Wunder von Bern – Kinospielfilm (als Service Producerin)[2]
- 2003: The return of James Battle – Kinospielfilm (Koproduzentin)[3]
- 2004: 7 Zwerge – Männer allein im Wald – Kinospielfilm (ausführende Produzentin)[4]
- 2004: Stauffenberg – TV-Film (Produktionskoordinatorin)[5]
- 2005: Barfuss – Kinospielfilm (Produktionskoordinatorin)[6]
- 2006: Trau dich – Kurzspielfilm (ausführende Produzentin)[7]
- 2006: 7 Zwerge – Der Wald ist nicht genug – Kinospielfilm (ausführende Produzentin)[8]
- 2006: Mittagspause für Poeten – Kurzspielfilm (Regie und Drehbuch)[9]
- 2007: Tell – Kinospielfilm (Koproduzentin)[10]
- 2009: House of Boys – Kinospielfilm (Produktionskoordinatorin)[11]
- 2008: Puck Nichtumkehrbar – Kurzspielfilm (Regie, Drehbuch und Produktion)[12]
- 2010: Lady Pochoir – Kurzspielfilm (Dramaturgin)[13]
- 2015: Das Gezeiten – Dokumentarfilm (Regie, Drehbuch, Produktion und Synchronisation)[14]

## Veröffentlichungen
- Motten tragen keinen Helm: Roman übers Verlassenwerden. Ulrike Helmer, Sulzbach (Taunus) 2015, ISBN 3-8974-1373-6
- Alles was ich muss ist weg: Reiseroman mit Burnout. Ulrike Helmer, Sulzbach (Taunus) 2016, ISBN 3-8974-1381-7